# Norsborgsstråket
Norsborgsstråket är ett promenadstråk och en vandringsled i Stockholms län med en total längd på cirka 22 km. Stråket är det längsta av 19 Gångstråk Stockholm och sträcker sig från Norsborgs tunnelbanestation till Stortorget i Gamla stan. På sin väg leder stråket bland annat genom Hallunda och förbi Fittja gård och Skärholmens gård, längs Mälaren genom Sätraskogens naturreservat och Vintervikens dalgång samt över Liljeholmsbron till Södermalm. På Södermalm går man bland annat över Skinnarviksberget, längs med Monteliusvägen och slutligen över Centralbron till Gamla stan. Stråket ansluter till tunnelbanans Röda linjen. Stockholms stad har givit varje stråk ett passande motto som lyder för Norsborgsstråket: Från mångkultur via Mälarpromenad till Söders höjder.

## Sträckning

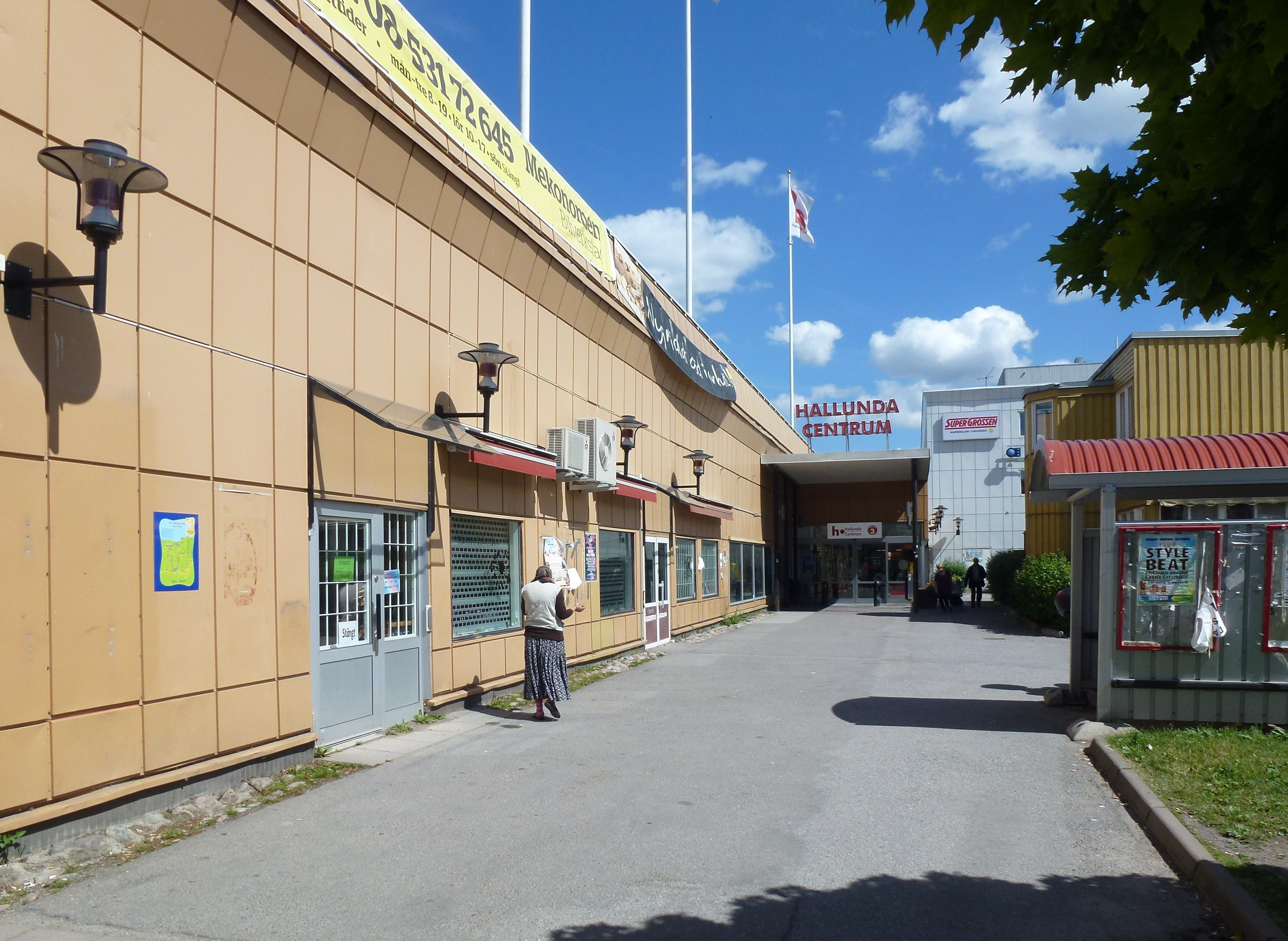
Start: Hallunda centrum.

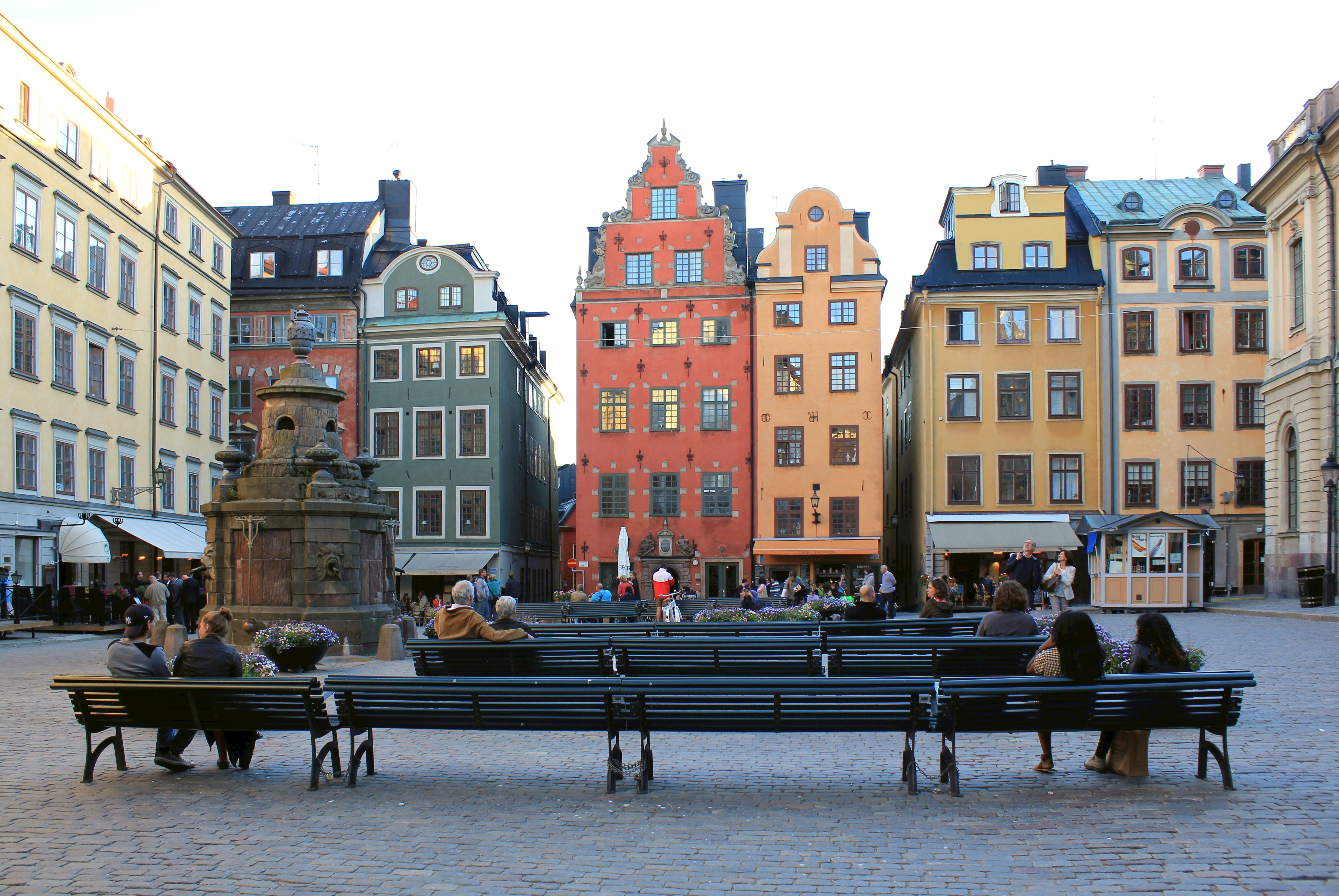
Mål: Stortorget i Gamla Stan.

Norsborgsstråket är enligt Stockholms stad det längsta och mest variationsrika stråket av samtliga 19 Gångstråk Stockholm. Det börjar i Hallunda-Norsborg i Botkyrka kommun. Orten är mångkulturell där majoriteten av de boende har utländsk bakgrund och bebyggelsen präglas av miljonprogrammets bostadshus. Vandringen går österut, förbi Hallunda centrum, genom parkområden och passerar Södertäljevägen på en gång- och cykelbro. Här ligger Botkyrkas kommundel Fittja, också den ett miljonprogramsområde med en stor andel innevånare med utländsk bakgrund. Känt blev Fittja redan på 1600- och 1700-talen när Fittja värdshus var ett av Sveriges största gästgiverier. Värdshuset var en del av Fittja gård som nämns första gången skriftligt i ett frälsebrev 1299. Nuvarande byggnader uppfördes 1812 och sedan 1987 har Mångkulturellt centrum sin verksamhet här.
Norsborgsstråket följer nu Södertäljevägens gamla sträckning mot Albysjön och över Fittjanäset, där Huddinges kommungräns går. Stråket leder förbi den arkitektonisk intressanta byggnaden för  Obs! Stormarknad från 1963, som var Kooperativa Förbundets första stormarknad i Sverige. På höger hand (mot öster) märks bostadshuset Ormen långe som är 300 meter lång och blev inflyttningsklar 1964. Bakom huset reser sig Masmoberget, vars högsta höjd ligger 94,10 meter över havet. Vandringsstråket korsar Södertäljevägen i en gångtunnel och på västra sidan går man mot norr på Vårby allé mitt emellan Spendrups tidigare bryggeri (nedlagd år 2013) och Spendrups huvudkontor (som finns kvar). Bakom Spendrups kontor ligger den anrika Vårby källa som  fortfarande sprudlar hälsobringande vatten. Mot väster utbreder sig Vårbyfjärden med Vårby strandbad som anlades 1926 av dåvarande ägaren till Vårby gård. Han lanserade anläggningen under namnet "Vårbybaden", ett slags "Saltsjöbaden" vid Mälaren. 
Nästa etappmål är bostadsområdet Vårby gård, som har sitt namn efter godset Vårby gård vars huvudbyggnad förstördes i en brand den 5 maj 1975. Vårby allé rundar Duvberget, ett fornminnesrikt område där en pojke 1871 hittade den så kallad Vårbyskatten som består av värdefulla smycken från vikingatiden. Här märks Vårby gårds kyrkas egensinniga arkitektur från 1975, ritad av arkitekt Harald Thafvelin. Stråket har nu nått Stockholms kommun och stadsdelarna Vårberg och Skärholmen. Vandringen går rakt norrut och ner till Mälaren och Skärholmens gård, ursprungligen ett torp under Vårby gård. Här vidtar Sätraskogens naturreservat och man följer Skärholmens strandstig genom reservatet österut. Längs med stigen ligger två badplatser Sätrabadet och Mälarhöjdsbadet. Man passerar stadsdelen Sätra med Sätra varv, som var ett fartygs- och reparationsvarv mellan 1878 och 1935 (idag hamn för fritidsbåtar). Över vattnet mot nordväst ligger ön Kungshatt. Namnet härrör från sagokungen Erik Väderhatt som enligt legenden under en flykt tappade sin hatt här. Platsen markers av en stor hatt på en hög stång. Nästa stadsdel är Bredäng med anrika  Villa Lyran högt uppe på berget. Huset uppfördes som sommarvilla 1897 och härbärgerar sedan 1996 ett café under namnet Konditori Lyran.
Norsborgsstråket har nu kommit fram till stadsdelen Mälarhöjden. Man går längs med Pettersbergsvägen med vidsträckt utsikt över Mälaren och förbi Villa Bredablick och Fridhemsbryggan. Längre österut väntar Klubbensborg med marina, vandrarhem, konferenshotell, café och camping. Vänder man blicken mot söder, inåt land, upptäcker man Villa Sagatun högt uppe på berget. Huset är en modifierad kopia av Carl Curmans "Curmans villa" i fornnordisk stil vid Lysekils badinrättning. Sedan följer Hägerstenshamnen som anlades i slutet av 1800-talet av byggnadsmaterialleverantören Olsson & Rosenlund. Den tidigare industriverksamheten ersattes på 1980-talet av ett bostadsområde.  Endast hamnen finns kvar men i mindre omfattning och för fritidsbåtar. Stråket fortsätter längs med Mälaren och in till Vinterviken, där Alfred Nobel hade en dynamitfabrik. Efter den tidigare verksamheten återstår bland annat spränggropar, patroneringshus, laboratoriet och svavelsyrefabriken. I det senare finns Winterviken med lokaler för fest, konferens och ett café och i några äldre fabrikslokaler har 14 konstnärer sina verkstäder som går under namnet Ateljéerna Vinterviken.
Man fortsätter genom Vintervikens dalgång och Vintervikens kolonilottsområde österut, går under Essingeledens höga Blommensbergsviadukten, förbi Blommensbergsskolan och till sjön Trekanten. I norr ligger Gröndal och i söder Liljeholmen. Norr om Trekanten fanns fram till 1980-talet småindustriområdet Gröndal, idag går här en lummig parkväg och på sommaren kan man bada på Trekantenbadet. På höjden söder om Trekanten avtecknar sig den numera ombyggda Nybohovsreservoaren. Efter Liljeholmsbron väntar Södermalm, där passerar man Kristinehovs malmgård med park och fortsätter sedan mot norr till Skinnarviksberget (med 53 meter över havet Stockholms högsta naturliga punkt inom tullarna) och Monteliusvägen, båda bjuder på några av Stockholms finaste utsikter över Riddarfjärden och Kungsholmen. Sista sträckan är gemensam med Hagsätrastråket, Huddingestråket och Fruängenstråket. Alla leder över Centralbron och via bland annat Kåkbrinken fram till Stortorget i Gamla stan, där samtliga 19 gångstråk har sin slutdestination.

## Bilder

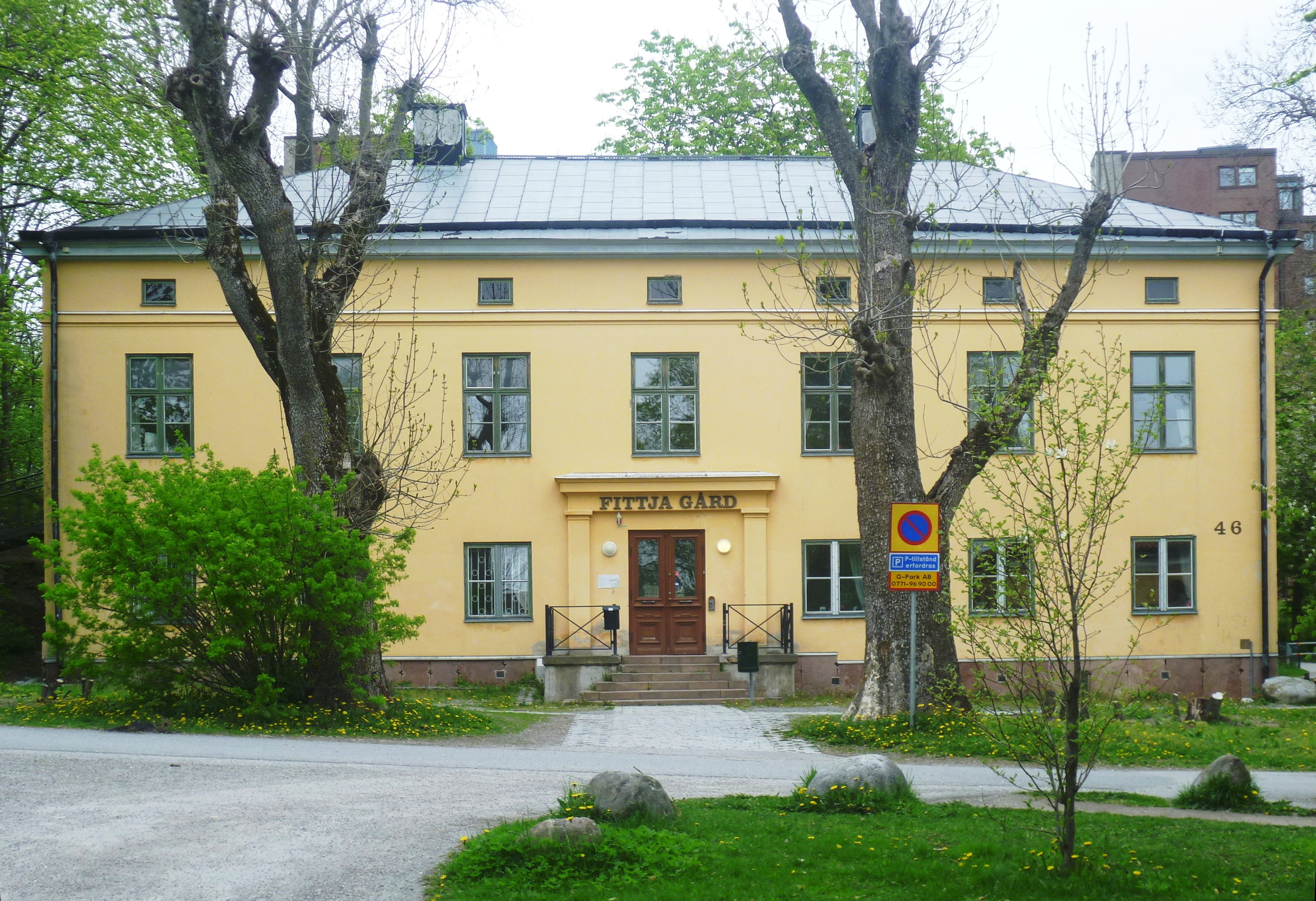
Fittja gårds huvudbyggnad
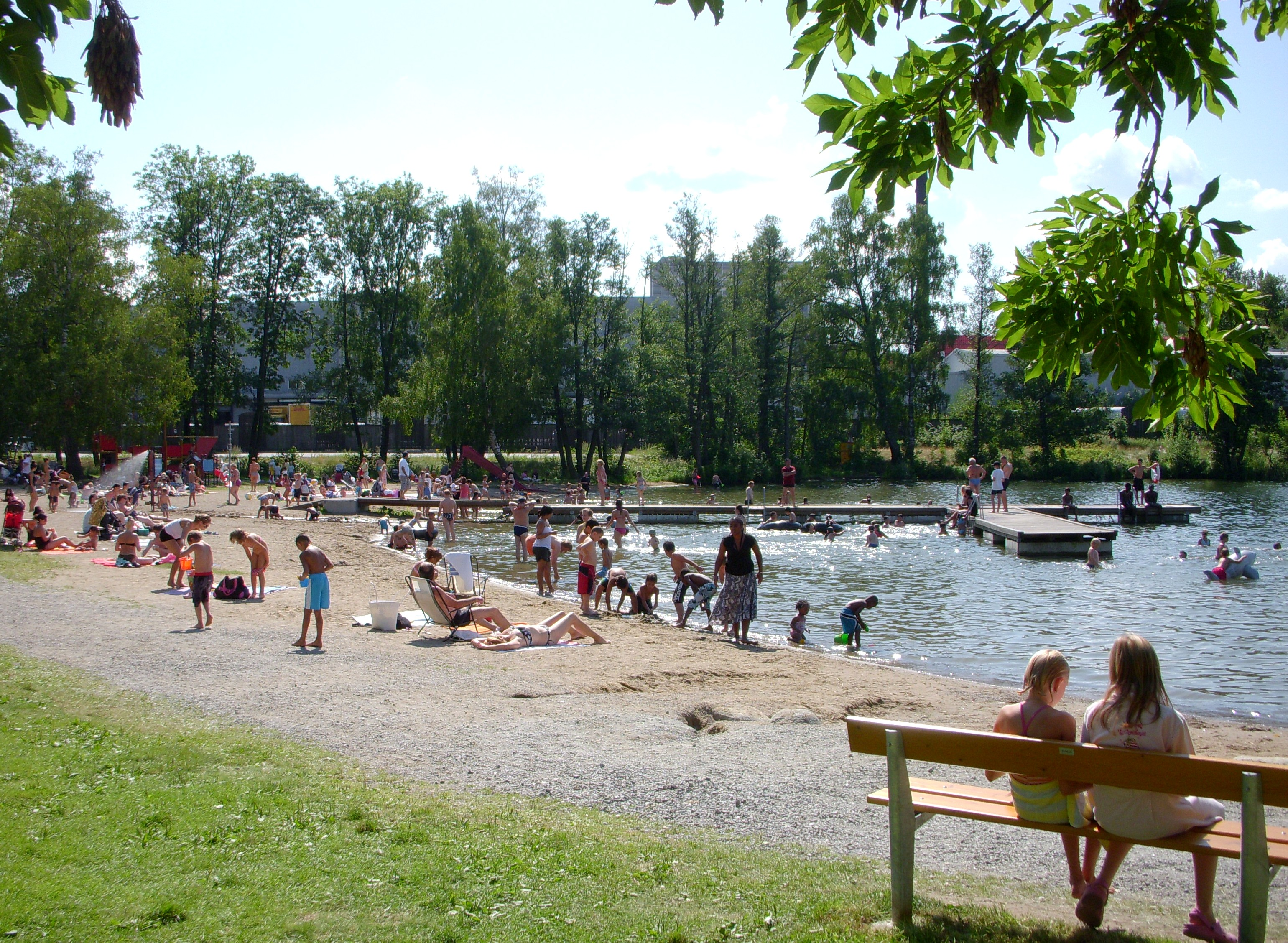
Vårby strandbad
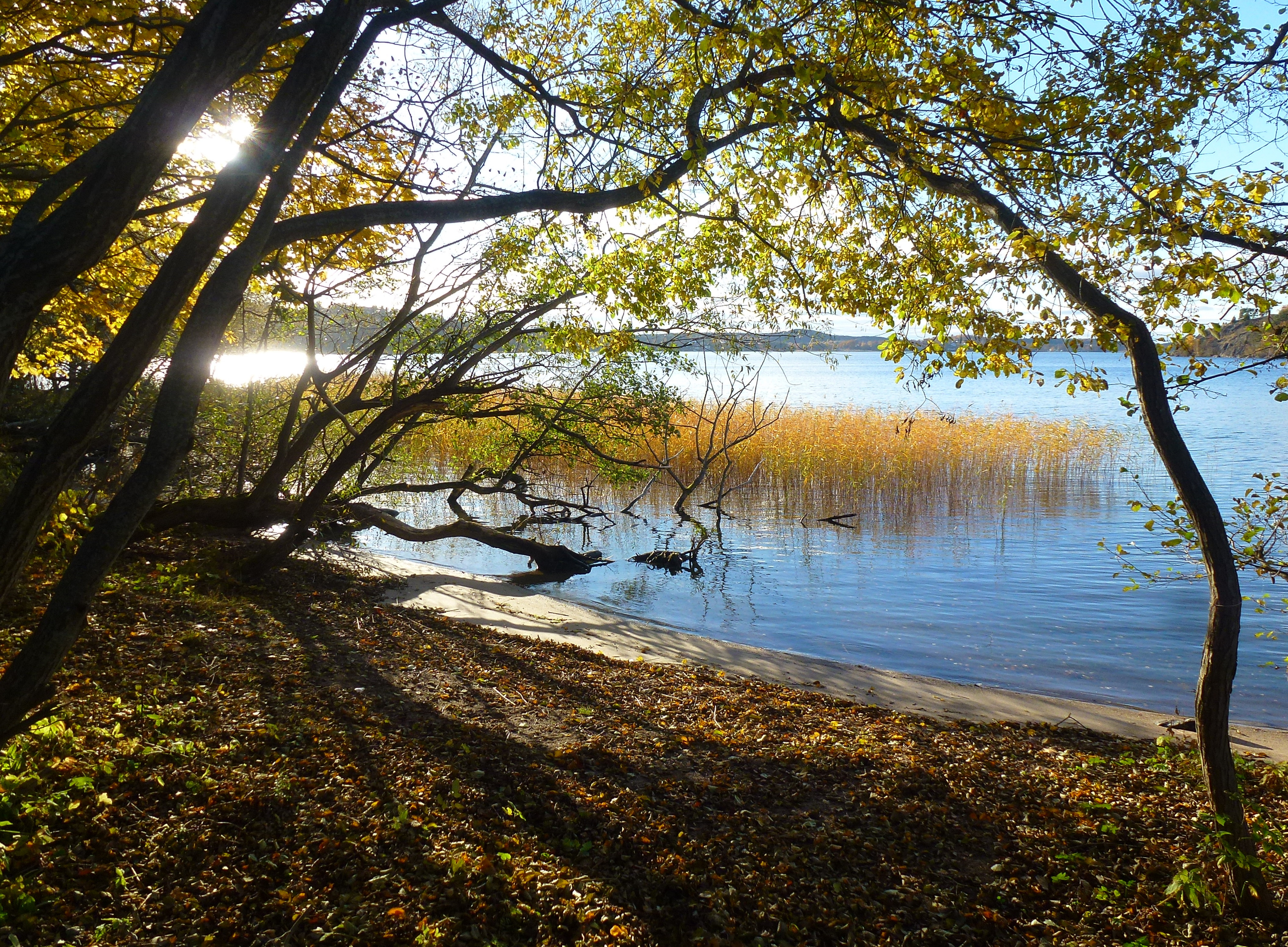
Sätraskogens naturreservat
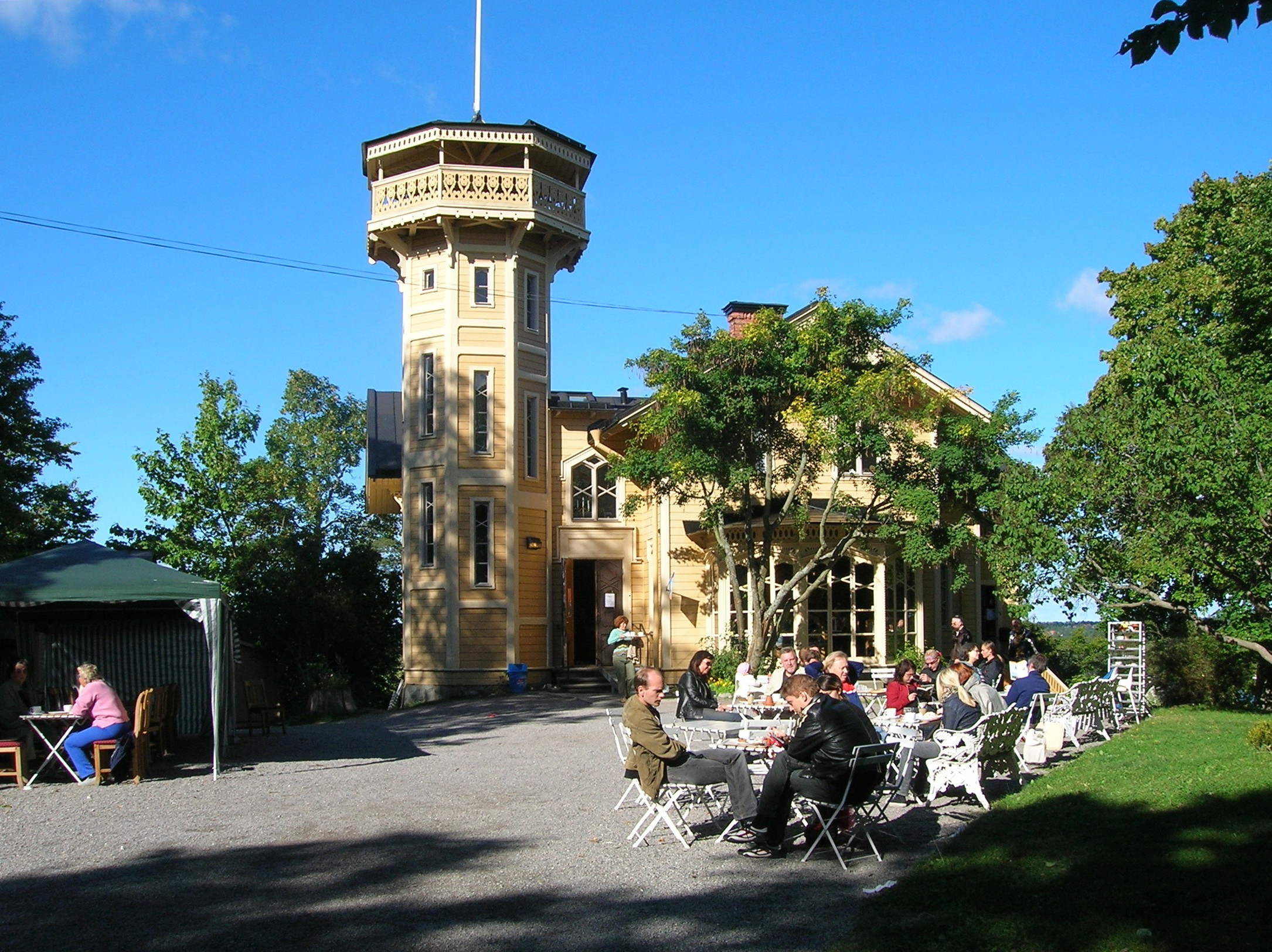
Villa Lyran
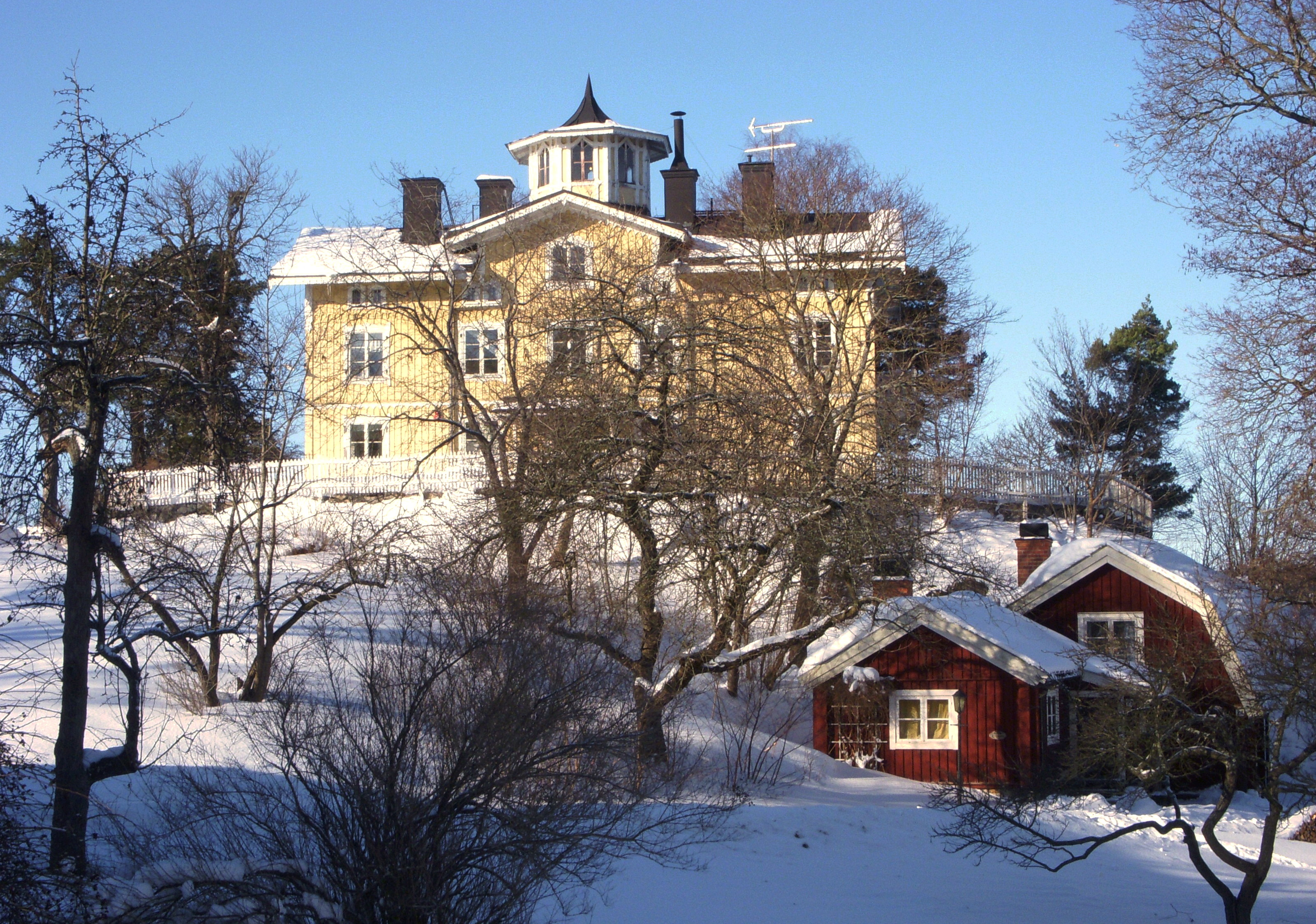
Klubbensborgs tornvilla
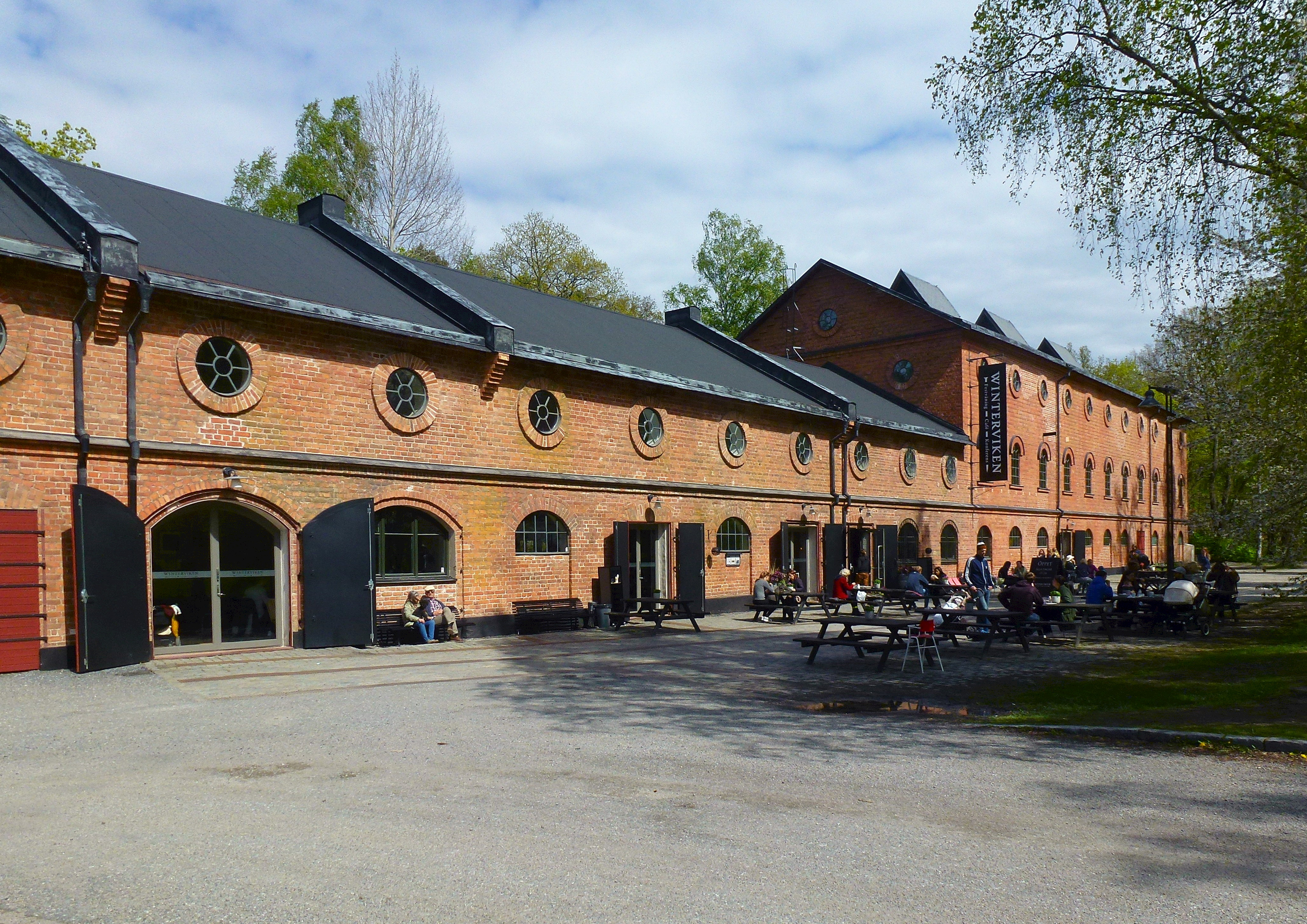
F.d. Vintervikens svavelsyra fabrik
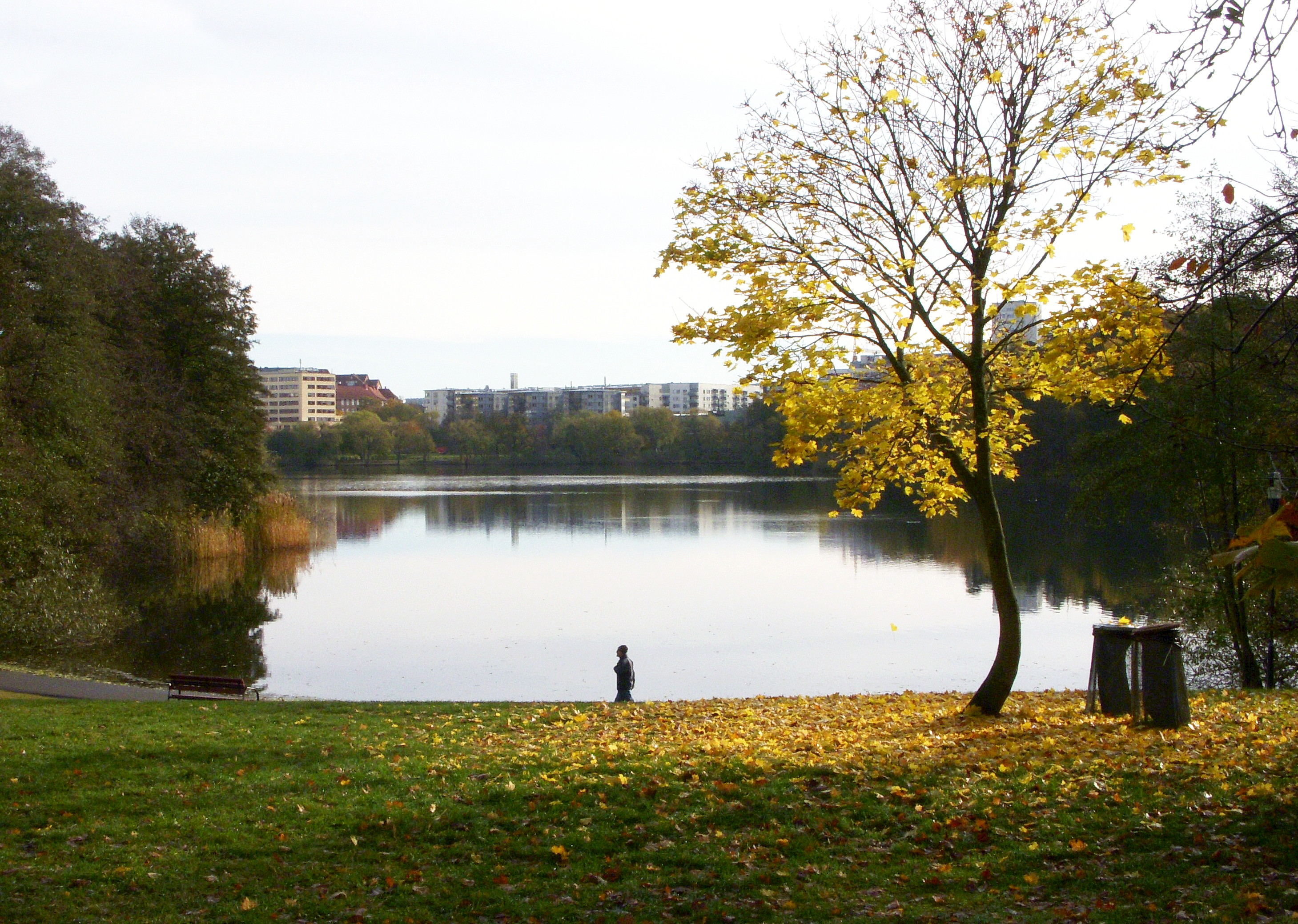
Sjön Trekanten
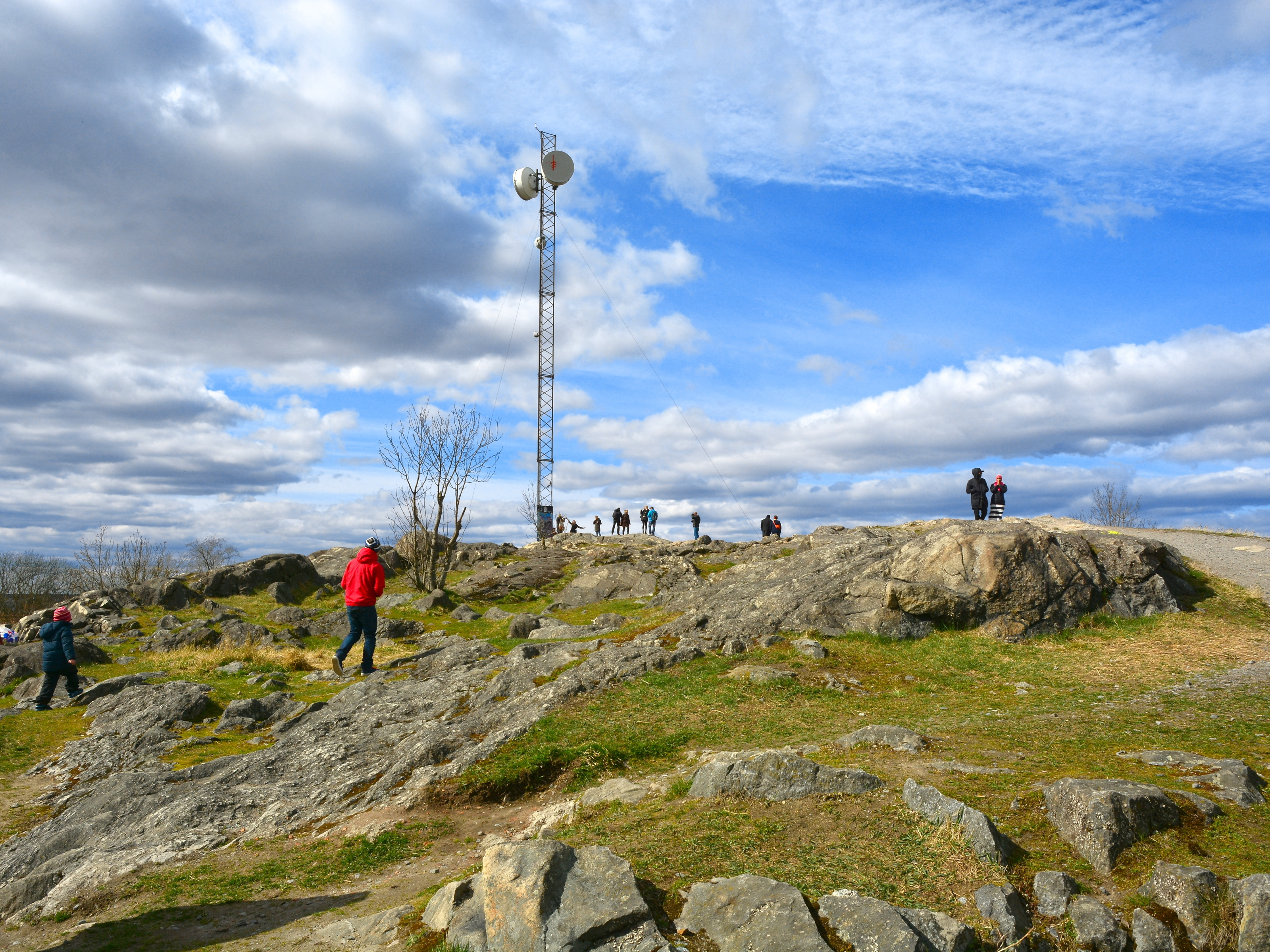
Skinnarviksberget